# Поворот Вика
Поворот Вика — метод решения задач в пространстве Минковского посредством решения связанной задачи в евклидовом пространстве, с использованием комплексного анализа, в частности, понятия аналитического продолжения. Назван в честь Джанкарло Вика.

## Обзор
Поворот Вика основывается на наблюдении, что метрика пространства Минковского:
{\displaystyle ds^{2}=-(dt^{2})+dx^{2}+dy^{2}+dz^{2}}
становится метрикой четырёхмерного евклидова пространства:
{\displaystyle ds^{2}=d\tau ^{2}+dx^{2}+dy^{2}+dz^{2}},
если координата {\displaystyle t} принимает только мнимые значения. То есть задачу в пространстве Минковского с координатами {\displaystyle x}, {\displaystyle y}, {\displaystyle z}, {\displaystyle t}, заменяя {\displaystyle t=i\tau }, можно свести к задаче в вещественном евклидовом пространстве с координатами {\displaystyle x}, {\displaystyle y}, {\displaystyle z}, {\displaystyle \tau }.

## Статистическая и квантовая механика
Поворот Вика связывает статистическую механику с квантовой с помощью замены обратной температуры {\displaystyle 1/(k_{B}T)} мнимым временем {\displaystyle it/\hbar }. Рассмотрим большое число гармонических осцилляторов при температуре {\displaystyle T}. Относительная вероятность нахождения заданного осциллятора в состоянии с энергией {\displaystyle E} есть {\displaystyle \exp(-E/k_{B}T)}, где {\displaystyle k_{B}} константа Больцмана. Среднее значение наблюдаемой {\displaystyle Q}:
{\displaystyle \langle Q\rangle ={\frac {1}{Z}}\sum _{j}Q(j)e^{-E_{j}/(k_{B}T)}.}
Сейчас рассмотрим один квантовый гармонический осциллятор в суперпозиции базовых состояний, за время {\displaystyle t} с Гамильтонианом {\displaystyle H}. Относительное изменение фаз базового состояния с энергией {\displaystyle E} есть {\displaystyle \exp(-Eit/\hbar ),} где {\displaystyle \hbar } редуцированная постоянная Планка. Амплитуда вероятности того, что одинаковая суперпозиция состояний {\displaystyle |\psi \rangle =\sum _{j}|j\rangle } приводит к произвольной суперпозиции {\displaystyle |Q\rangle =\sum _{j}Q_{j}|j\rangle } есть, пропуская нормирующий множитель,
{\displaystyle \;\langle Q|e^{-iHt/\hbar }|\psi \rangle }
{\displaystyle =\sum _{j}Q_{j}e^{-E_{j}it/\hbar }\langle j|j\rangle }
{\displaystyle =\sum _{j}Q_{j}e^{-E_{j}it/\hbar }.}

## Статика и динамика
Поворот Вика связывает статические задачи в {\displaystyle n} измерениях с динамическими задачами в {\displaystyle n-1} измерениях, «заменяя» одно пространственное измерение на время. В случае, где {\displaystyle n=2} примером будет висящая струна с закреплёнными концами в гравитационном поле. Форма кривой струны задаётся функцией {\displaystyle y(x)}. Струна находится в положении равновесия, когда энергия находится в экстремуме; этим экстремумом обычно является минимум, поэтому это носит название принципа наименьшей энергии. Чтобы посчитать энергию струны, мы проинтегрируем плотность энергии:
{\displaystyle E=\int _{x}\left[k\left({\frac {dy(x)}{dx}}\right)^{2}+V(x)\right]dx,}
где {\displaystyle k} — коэффициент упругости струны и {\displaystyle V(x)} — потенциальная энергия гравитации.
Соответственная динамическая задача — бросание камня вверх; на траектории камня, в соответствии с принципом наименьшего действия, достигается локальный минимум действия (действие — это интеграл от функции Лагранжа):
{\displaystyle S=\int _{t}\left[m\left({\frac {dy(t)}{dt}}\right)^{2}-V(t)\right]dt}
Мы получили решение динамической задачи (с точностью до множителя {\displaystyle -i}) из решения статической при помощи поворота Вика, заменив {\displaystyle x} на {\displaystyle t}, {\displaystyle dx} на {\displaystyle idt}, и коэффициент упругости {\displaystyle k} на массу камня {\displaystyle m}:
{\displaystyle -iS=\int _{t}\left[m\left({\frac {dy(t)}{idt}}\right)^{2}+V(t)\right](idt)}
{\displaystyle =-i\int _{t}\left[m\left({\frac {dy(t)}{dt}}\right)^{2}-V(t)\right]dt}